# Bulbophyllum nodosum
Bulbophyllum nodosum là một loài phong lan thuộc chi Bulbophyllum.